# Limite de imposto de renda
O limite do imposto de renda é o nível de rendimento a partir do qual uma pessoa começa a pagar impostos de renda. O limiar do imposto sobre o rendimento equivale ao:
- Subsídio pessoal no Reino Unido, que foi de £12.500 para 2019/20.[2]
- Subsídio básico na Alemanha, que foi de € 9.408 em 2020.[3]
- Valor de rendimentos tributáveis anuais que obrigam a entrega da declaração do imposto de renda no Brasil, que foi de R$ 33.888 em 2025.[4]
- Limiar do imposto sobre o rendimento em França, que foi de € 6.088 em 2012.
- A dedução padrão nos Estados Unidos, que foi de US$ 12.000 em 2018 para uma única pessoa.
- Montante pessoal básico no Canadá, que foi de C$11.809 em 2018.[5]
- Limite de isenção de impostos na Austrália, que foi de A$18.200 em 2023-24.[6][7]
- Limite de isenção de impostos na Grécia, que foi de € 9.545 em 2016.[8]
- O limiar de isenção de impostos na Polônia foi de 30 000 PLN em 2022.[9]